# Adam Zbigniew Liebhart

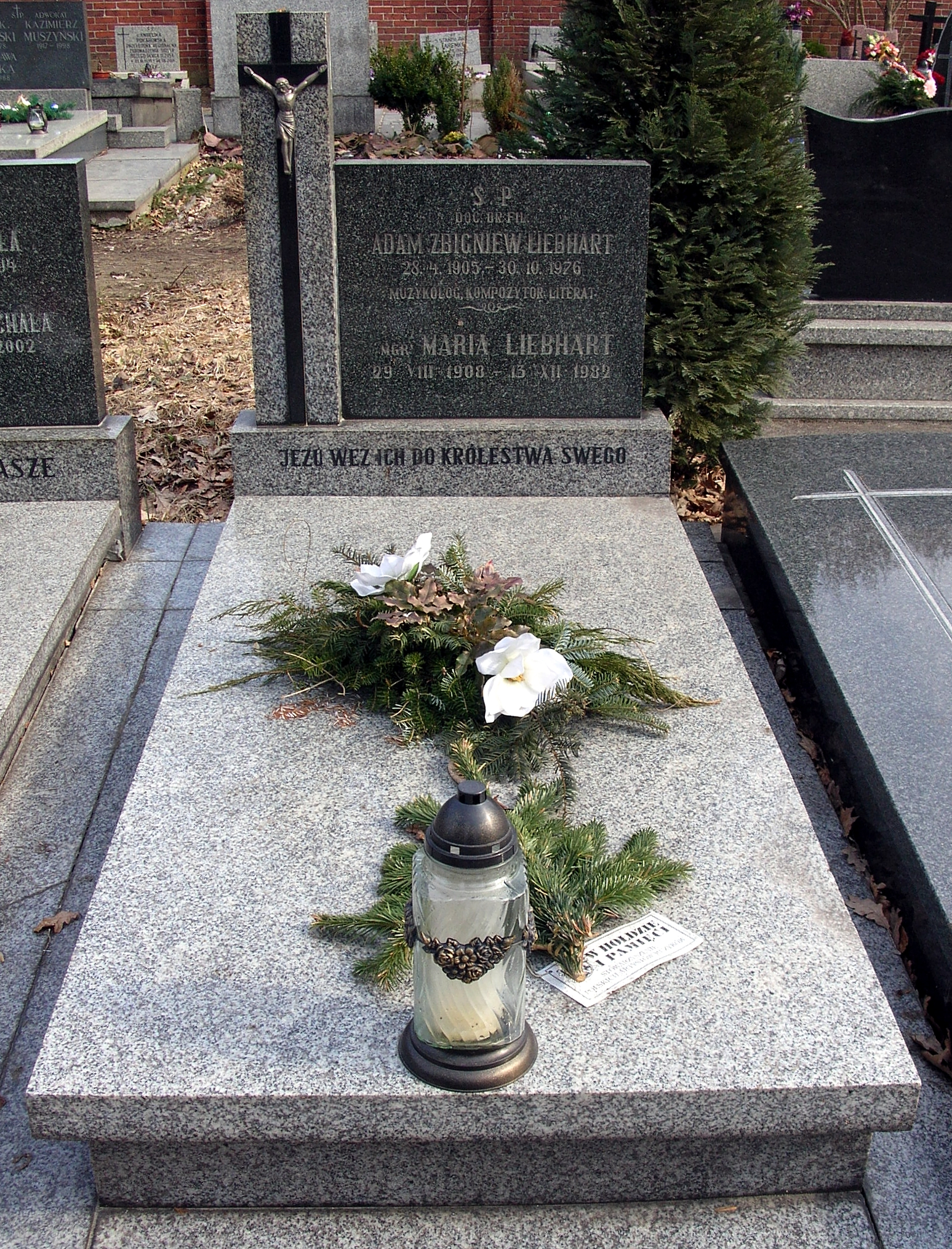
Grób Adama Liebharta na cmentarzu św. Wawrzyńca we Wrocławiu

Adam Zbigniew Liebhart (ur. 28 kwietnia 1905 w Kołomyi, zm. 30 listopada 1976 we Wrocławiu) – polski muzykolog.

## Rodzina
Syn Gustawa Kazimierza Liebharta i Zofii Szybalskiej. Braćmi Adama byli ginekolog Stanisław Gustaw Liebhart i dyrektor kluczborskiego szpitala Władysław Liebhart. Synem Adama jest wrocławski alergolog Jerzy Liebhart.

## Życiorys
Absolwent muzykologii, filozofii i historii sztuki na Uniwersytecie Jana Kazimierza we Lwowie. Studiował pod kierunkiem prof. Adolfa Chybińskiego, uzyskując stopień doktora filozofii za pracę Rozwój progresji w muzyce wczesnego średniowiecza (1932). W latach 1932–1934 publicysta muzyczny, m.in. korespondent warszawskiego Kuriera Porannego. W latach 1923–1924 i 1939–1941 studiował dyrygenturę symfoniczną w Konserwatorium PTM we Lwowie, którą ukończył w 1941 roku. Uczył w lwowskich szkołach muzycznych, udzielał prywatnych lekcji z teorii muzyki i gry na fortepianie, a okazjonalnie prowadził zespoły kameralne, dyrygował chórami oraz akompaniował.
Do Wrocławia przybył w lipcu 1945 r., a już od jesieni przystąpił do organizacji Zakładu Muzykologii przy Katedrze Historii Sztuki na Uniwersytecie Wrocławskim. Dzięki jego ogromnym staraniom, uratowano od zniszczenia naukową bibliotekę muzykologiczną, którą  umieszczono później w budynku przy pl. Uniwersyteckim, gdzie w listopadzie 1945 r. rozpoczęły się wykłady dla studentów I roku Muzykologii. Liebhart jako adiunkt był tam wówczas jedynym wykładowcą, kierownikiem zakładu i bibliotekarzem. Pracę naukowo-dydaktyczną prowadził na Muzykologii aż do likwidacji tego kierunku w roku 1952.
Wspólnie z przedstawicielami Wydziału Kultury i Sztuki Urzędu Wojewódzkiego oraz działaczami Dolnośląskiego Towarzystwa Muzycznego Zbigniew Liebhart brał udział w organizowaniu szkolnictwa muzycznego wszystkich stopni na terenie Dolnego Śląska. Należał do komitetu organizacyjnego DTM, był konsultantem i projektodawcą w Dziale Oświaty Pozaszkolnej, brał udział w akcji umuzykalniającej na terenie całego województwa. Należał do inicjatorów i organizatorów Państwowej Wyższej Szkoły Muzycznej, w której pracował od 1949 r. aż do przejścia na emeryturę w 1970 r., piastując szereg odpowiedzialnych funkcji – dziekana Wydziału Pedagogicznego (1950–1953), dziekana Wydziału Teorii, Kompozycji i Dyrygentury (1953–1963), kierownika Katedry Teorii i Kompozycji (1958–1969), a następnie rektora (1963–1969). Był inicjatorem i pierwszym prezesem terenowego koła Stowarzyszenia Polskich Artystów Muzyków przy Państwowej Wyższej Szkole Muzycznej; od 1948 członek Wrocławskiego Towarzystwa Naukowego, członek Klubu Demokratycznej Profesury.

## Dorobek naukowy
W dorobku Zbigniewa Liebharta znajdują się prace naukowe (np. Maniery progresyjne w muzyce XIV w., Wzrost poczucia formy w wiekach średnich, Braki systematyki muzykologii, Skrypt systematyki), recenzje koncertów, premier operowych, a także artykuły polemiczne –  publikowane zarówno w prasie lokalnej, jak i ogólnopolskiej. W jego dorobku twórczym znaleźć można  ilustracje muzyczne do dwóch słuchowisk radiowych oraz opracowania pieśni ludowych na chór mieszany, opracowania melodii ludowych węgierskich i czeskich. Na antenie Rozgłośni Wrocławskiej PR Liebhart prowadził audycje umuzykalniające w formie tzw. skrzynki muzycznej. Był pomysłodawcą „Artosów” – audycji umuzykalniających prowadzonych we wszystkich liceach ogólnokształcących Dolnego Śląska, do których angażował wybitnych muzyków i śpiewaków, m.in. Beatę Artemską.
- recenzja książki Paula Egerta pt. Chopin zamieszczona w Kwartalniku Muzycznym nr.23/1948[10]

## Odznaczenia i wyróżnienia
- Złoty Krzyż Zasługi (1959)
- Złotą Odznakę Zasłużony dla Dolnego Śląska (1966)
- Krzyż Kawalerski Orderu Odrodzenia Polski (1968)
- Odznaka 1000-lecia Państwa Polskiego
- Medal 10-lecia Polski Ludowej
- Odznaka XV-lecia Wyzwolenia Dolnego Śląska
- Odznaka "Budowniczy Wrocławia"
- Złota Odznaka "Zasłużony dla Dolnego Śląska"
- Zasłużony Działacz Kultury (1972)
- Nagroda Ministra Kultury i Sztuki I st.
- Złota Odznaka AZS